# Оленегорск
Оленегорск (рус. Оленегорск) град је на крајњем северозападу европског дела Руске Федерације. Налази се у централном делу Мурманске области и административно припада Оленегорском градском округу чији је уједно и административни центар.
Према проценама националне статистичке службе Русије за 2016. у граду је живело 21.097 становника.

## Географија
Град Оленегорск налази се у централном делу Мурманске области. Смештен је на западној обали језера Пермус, недалеко од места на ком из језера отиче река Курењга. Град се налази унутар арктичког поларног круга, на око 105 километара јужно од Мурманска, односно на око 1.400 километара северозападно од Москве.
Кроз град пролази железничка линија и друмски правац који повезује Санкт Петербург са Мурманском.

## Историја
Претходница савременог градског насеља Оленегорска била је железничка станица Олења (рус. Оле́нья) отворена 1916. године, а њен значај нагло је порастао током 1930-их након оснивања Мончегорска неколико километара западније. Савремено насеље званично је основано као радничка насеобина уз новоотворени рудник железне руде 1949. године, а подигнуто је неколико километара западније од постојеће железничке станице. Новоосновано насеље носило је име Олења све до 1957. године када одлуком државних власти добија садашњи назив и званичан административни статус града.

## Демографија
Према подацима са пописа становништва 2010. у граду је живело 23.072 становника, док је према проценама националне статистичке службе за 2016. град имао 21.097 становника.
| 1939. | 1959.  | 1970.  | 1979.  | 1989.  | 2002.  | 2010.  | 2016.  |
| ----- | ------ | ------ | ------ | ------ | ------ | ------ | ------ |
| ---   | 12.110 | 21.485 | 27.369 | 35.584 | 25.166 | 23.072 | 21.097 |

По броју становника Оленегорск се 2016. налазио на 649. месту од 1.112 званичних градова Русије.

## Привреда
Оленегорски рударско-топионичарски комбинат, у ком се вади и прерађује железна руда, најважнији је привредни објекат у граду.

## Партнерски градови
Град Оленегорскима потписане уговоре о међународној сарадњи са следећим местима:
- Пајала (Шведска)
- Карашок (Норвешка)
- Посио (Финска)